# Jaun
Jaun (francouzsky Bellegarde) je obec v okrese Gruyère v kantonu Fribourg ve Švýcarsku. Žije zde 644 obyvatel.

## Geografie

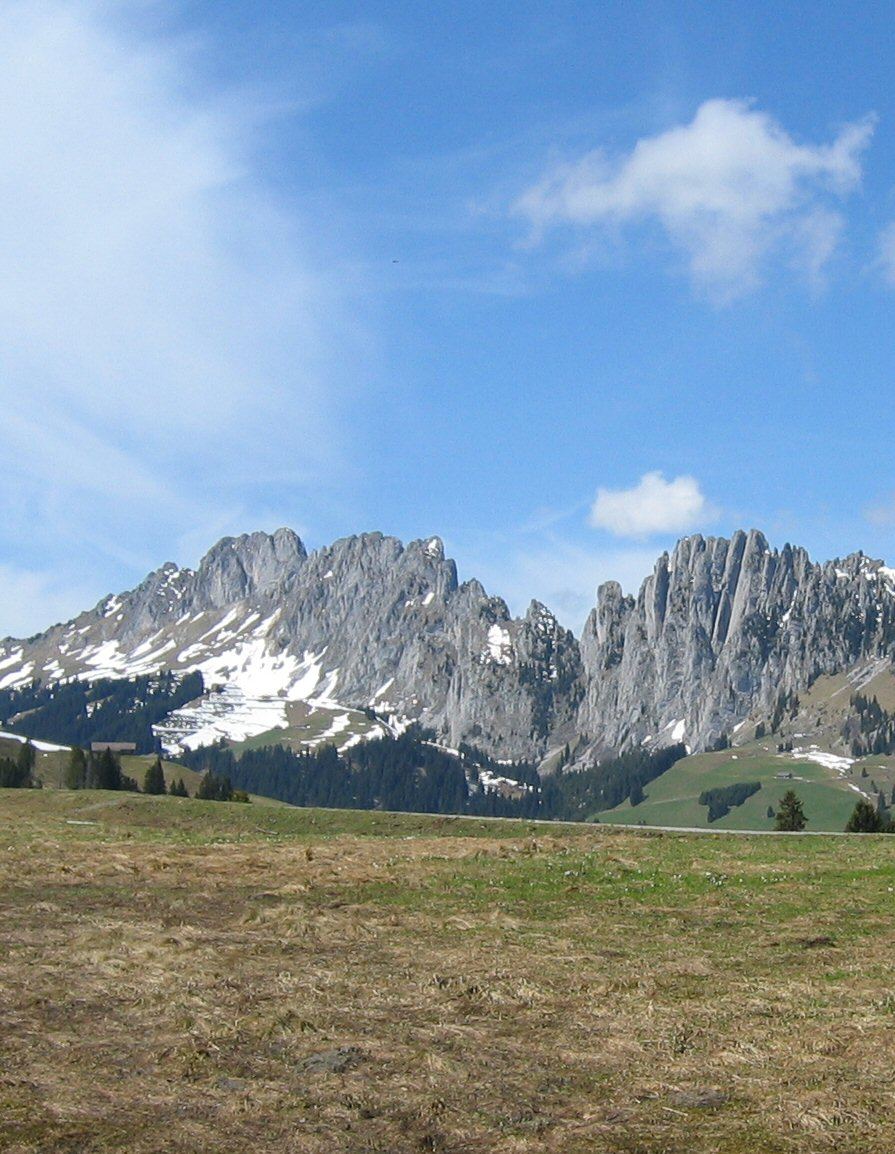
Gastlosen

Obec Jaun leží vzdušnou čarou 17 kilometrů východně od okresního města Bulle v nadmořské výšce 1015 metrů, což z ní činí nejvýše položenou obec v kantonu Fribourg. Rozlohou je Jaun čtvrtou největší obcí kantonu. Obec leží v horní části údolí Jauntal (francouzsky Vallée de la Jogne) západně od průsmyku Jaunpass, mírně vyvýšená na severním břehu potoka Jaunbach, ve Fribourských Alpách mezi Chörblispitzem na severu a Gastlosenem na jihu.
Území obce o rozloze 55,2 km² pokrývá část Fribourských Alp po obou stranách údolí Jauntal. Centrální část území protíná od východu k západu řeka Jaunbach (na horním toku známá také jako Jäunli). Údolí je převážně ploché a široké 200 až 500 m, pouze v úzkém úseku Kappelboden se svahy po obou stranách potoka prudce zvedají. V obci Jaun vyvěrá krasový pramen, jehož voda se po kaskádě vlévá do Jaunbachu. Jižně od potoka Jaunbach zahrnuje oblast údolí potoků Sattelbach a Klein Montbach a východní okraj údolí Ruisseau du Gros Mont s horou Hochmatt (2152 m n. m.). Jižní hranice vede přes vápencové vrcholy Wandfluh (2133 m n. m.), Sattelspitzen (2123 m n. m.) a Gastlosen (1996 m n. m.).
Na východě území obce nesahá až k rozvodí na průsmyku Jaunpass, hranice probíhá po západním svahu Bäderhornu. Na sever od údolí Jaunu zasahuje území obce na horský hřeben s Vanils des Raveires, Maischüpfenspitz (francouzsky Vanil d’'Arpille nebo Petit Brun, 2085 m n. m.), Schopfenspitz (francouzsky Gros Brun, 2104 m n. m.), Chörblispitz (2102 m n. m.) a Schafberg, kde se nachází nejvyšší bod obce Jaun s nadmořskou výškou 2223 m n. m. Na sever od údolí Jaunu se území obce rozprostírá na severovýchodě, kde se nachází horský hřeben s Vanils des Raveires a Maischüpfenspitz. Mezi Chörblispitzem a Schafbergem se nachází průsmyk Euschelspass (1567 m n. m.). Malá část obce leží severně od tohoto průsmyku v povodí jezera Schwarzsee. K obci Jaun patří také východní část jezera Schwarzsee, několik domů nad Gypserou, Riggisalp a jihozápadní část Kaisereggu. V roce 1997 byla 2 % území obce pokryta zastavěnou plochou, 38 % lesy a lesními porosty, 42 % zemědělstvím a asi 18 % neproduktivní půdou.
K obci Jaun patří osady Im Fang (francouzsky La Villette, 922 m n. m.) na soutoku Kleine Montbach a Jaunbachu, Zur Eich (943 m n. m.) západně od obce, Kappelboden (1020 m n. m.), Oberbach (1025 m n. m.) a Weibelsried (1050 m n. m.) v údolí Jaun východně od obce a četné jednotlivé statky a horské chaty. Sousedními obcemi Jaunu jsou Val-de-Charmey a Plaffeien v kantonu Fribourg a Saanen a Boltigen v kantonu Bern.

## Historie

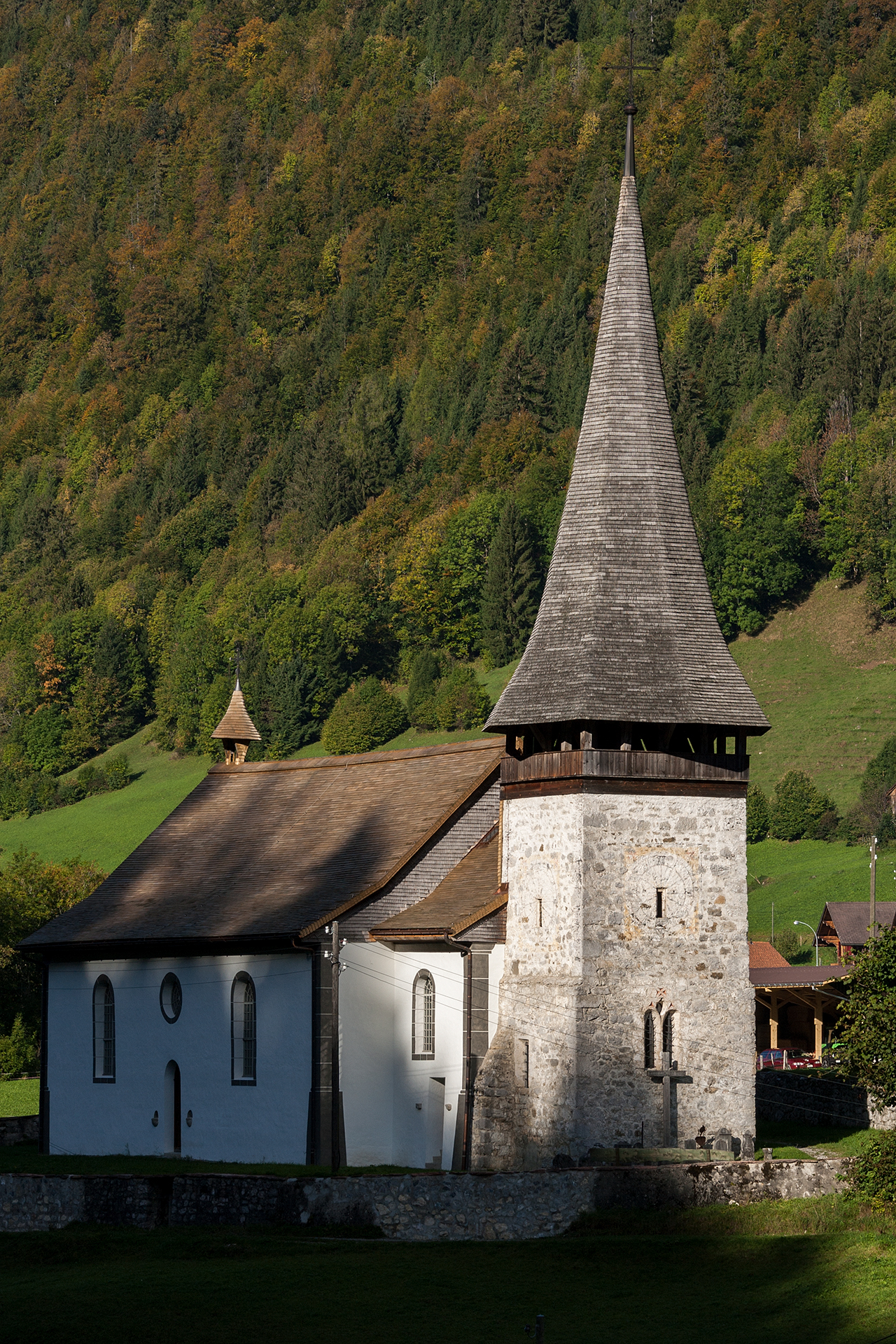
Starý kostel v Jaunu

Některé stopy ukazují na osídlení v údolí Jaun již v mezolitu. Německý název Jaun je poprvé zmíněn v roce 1397 ve větě die herschafft von Youne; připisuje se keltskému názvu řeky *Jagonia, což znamená „chlad“. Francouzské jméno Bellegarde („krásný výhled“) - je naopak typickým místním jménem (honosným názvem) středověku; poprvé se v listinách objevuje v roce 1228 ve starofrancouzsko-provensálském pravopisuBalavarda.
Vzhledem k tomu, že horní část údolí Jauntal byla ve 12. století osídlena ze Simmentalu, je obec dnes německy mluvící. Ve středověku patřil Jaun k panství Corbières, ale v roce 1249, kdy bylo panství rozděleno mezi tři bratry, se stal sídlem vedlejší linie pánů z Corbières. Již dříve existující hrad Bellavuarda byl proto rozšířen. V roce 1285 přešlo panství Corbières-Jaun pod svrchovanost savojských hrabat. Hrad byl zničen v roce 1407 vpádem vojsk ze Saanenlandu a Simmentalu.
V roce 1475 uzavřel Jaun smlouvu o hradních právech s Fribourgem. Panství, které bylo v té době pod ochranou hrabství Gruyères, přešlo v roce 1504 na Fribourg. Na počátku 16. století vymřela vedlejší linie pánů z Corbières-Jaun. Od roku 1504 do roku 1798 byl Jaun fribourským hofmistrovstvím. V roce 1555 bylo území kolem osady Abländschen postoupeno Bernu. V roce 1711 byla při požáru vesnice poškozena řada domů. Po pádu Staré švýcarské konfederace (1798) se obec stala nejprve provizorně a od roku 1848 pak definitivně součástí okresu Gruyères. Až do roku 1870, kdy byla otevřena nová silnice v soutěsce Jaunbach nad městem Broc, byl Jaun hospodářsky orientován spíše na Simmental než na region Gruyère. Od roku 1954 byly na jižních svazích Schopfenspitzu a Chörblispitzu instalovány četné lavinové zábrany. V minulosti se totiž laviny často dostávaly až na dno údolí a při různých příležitostech ničily domy.
Od roku 2020 je obec součástí přírodního parku Gruyère Pays-d’Enhaut.

## Obyvatelstvo
| Vývoj počtu obyvatel | Vývoj počtu obyvatel | Vývoj počtu obyvatel | Vývoj počtu obyvatel | Vývoj počtu obyvatel | Vývoj počtu obyvatel | Vývoj počtu obyvatel | Vývoj počtu obyvatel | Vývoj počtu obyvatel | Vývoj počtu obyvatel | Vývoj počtu obyvatel | Vývoj počtu obyvatel | Vývoj počtu obyvatel | Vývoj počtu obyvatel | Vývoj počtu obyvatel |
| -------------------- | -------------------- | -------------------- | -------------------- | -------------------- | -------------------- | -------------------- | -------------------- | -------------------- | -------------------- | -------------------- | -------------------- | -------------------- | -------------------- | -------------------- |
| Rok                  | 1850                 | 1880                 | 1900                 | 1910                 | 1920                 | 1930                 | 1950                 | 1960                 | 1970                 | 1980                 | 1990                 | 2000                 | 2010                 |                      |
| Počet obyvatel       | 547                  | 877                  | 825                  | 802                  | 854                  | 751                  | 851                  | 828                  | 689                  | 685                  | 698                  | 694                  | 686                  |                      |

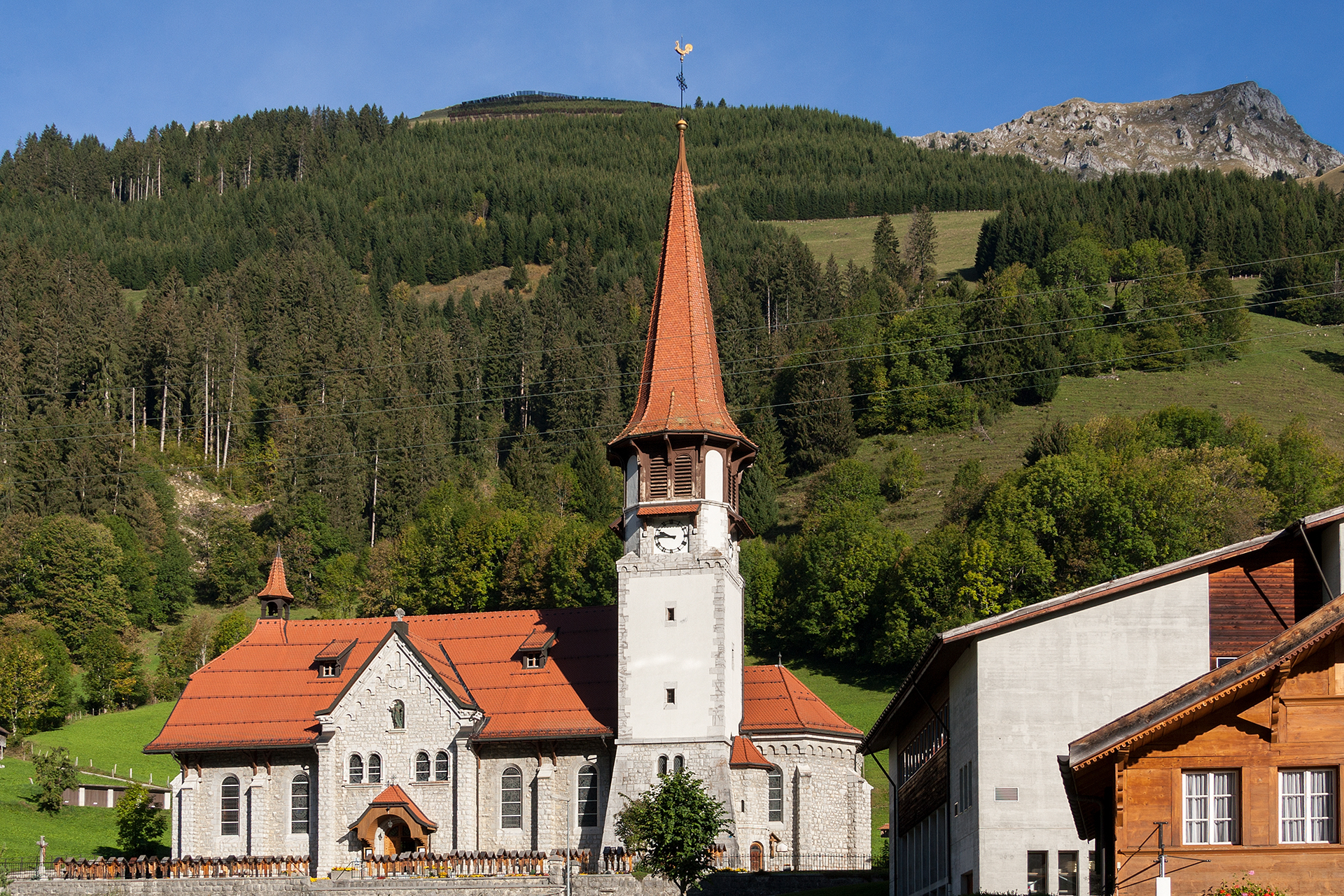
Nový kostel

89,5 % obyvatel hovoří německy, 9,8 % francouzsky a 0,3 % srbochorvatsky (stav v roce 2000). Jaun je tak jedinou německy mluvící obcí v okrese Gruyère. Jazyková hranice prochází údolím Jaunu západně od vesnice Im Fang. V roce 1880 žilo v Jaunu celkem 877 obyvatel a v roce 1900 825 obyvatel. V průběhu 20. století počet obyvatel dlouho kolísal mezi 750 a 850, ale v 60. letech 20. století výrazně poklesl. Od té doby zůstává počet obyvatel poměrně stabilní.

## Hospodářství

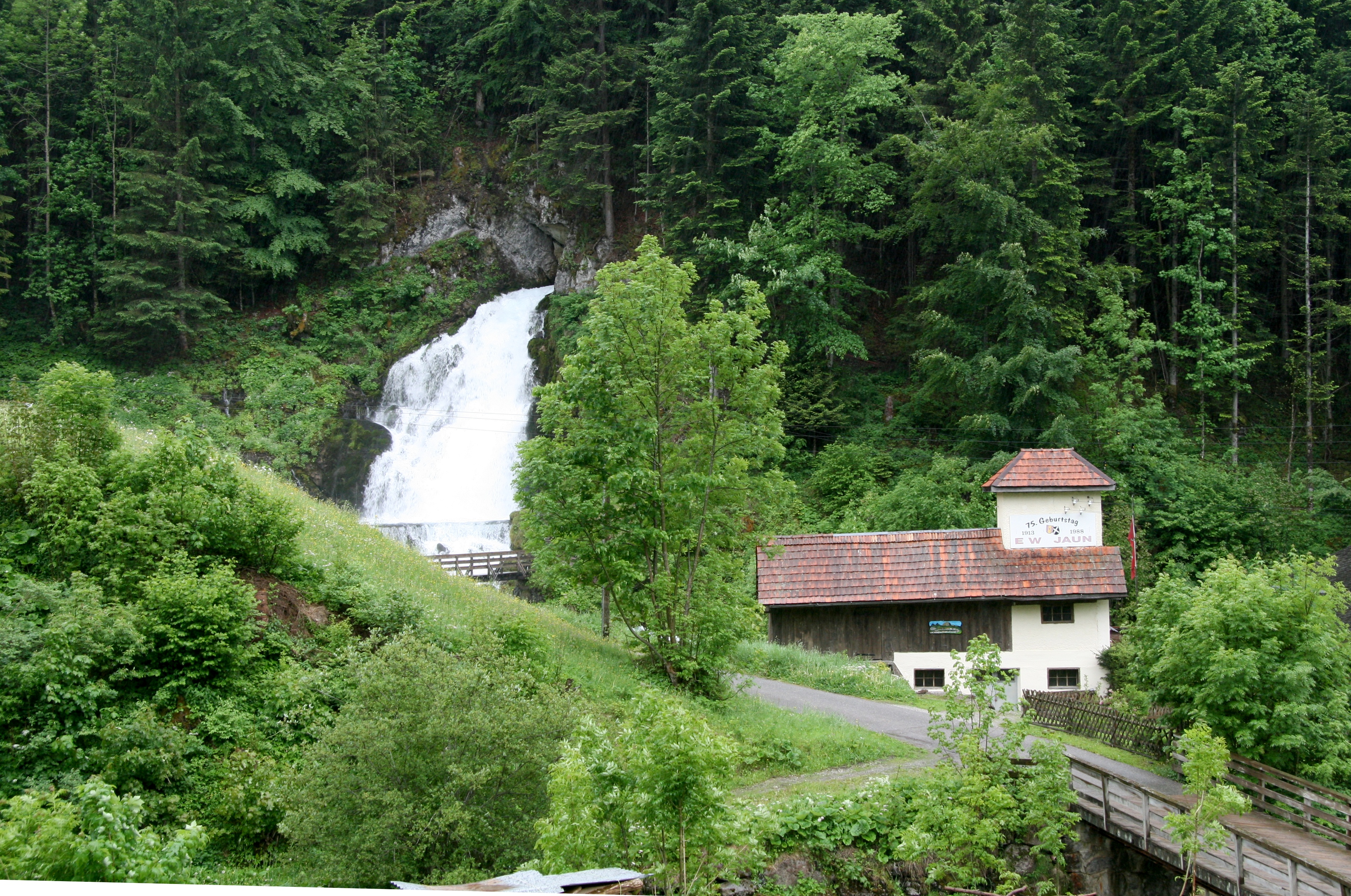
Vodopád v Jaunu

Až do druhé poloviny 20. století byla vesnice Jaun charakteristická především zemědělstvím. Od 16. století byl v blízkosti Jaunu v provozu mlýn. Když se zemědělství v údolí Jaun přestalo vyplácet, bylo v 19. století opuštěno. V 19. století se v obci těžilo také uhlí a solanka. V letech 1912 až 1932 se v Jaunu každoročně konaly automobilové a motocyklové závody.
Chov dobytka a mlékárenství hrají i dnes důležitou roli ve struktuře zaměstnanosti obyvatelstva; v Jaunu se vyrábí také sýr Gruyère, který se vyrábí ze syrového mléka s chráněným označením původu (AOC). Další pracovní místa jsou k dispozici v místních malých podnicích (zpracování dřeva) a v sektoru služeb. V obci se nachází soukromá elektrárna, která využívá vodní sílu řeky. Od 60. let 20. století, kdy se Jaun vyvinul v rekreační středisko s letní a zimní turistikou, se na potřeby turistů orientují i místní živnosti. Na severním svahu Gastlosenu jsou v zimě v provozu tři lyžařské vleky a čtyřsedačková lanovka, které zpřístupňují celkem asi 25 kilometrů sjezdovek. Nová sáňkařská dráha z Bärghusu na Musersbergli vedle horní stanice sedačkové lanovky je s délkou 6 km jednou z nejdelších v regionu. V letních měsících lze podnikat rozsáhlé pěší túry po okolních alpských pastvinách a horských vrcholech.

## Doprava
Obec má dobré dopravní spojení. Leží na hlavní silnici z Bulle přes průsmyk Jaunpass do Boltigenu. Protože silnice byla v minulosti často zasypávána lavinami, byla částečně přeložena do galerie. Obec je napojena na síť veřejné dopravy autobusovými linkami společnosti Transports publics fribourgeois, které jezdí z Bulle do Boltigenu a z Fribourgu přes La Roche do Jaunu.